# Сульфапиридин
Сульфиди́н (или Сульфапиридин. лат. sulfidinum) — первый в СССР эффективный сульфаниламидный препарат, введенный в медицинскую практику в 1940-е годы для лечения бактериальных инфекций (лечение крупозного воспаления легких и др.). Практически одновременно синтезирован в Великобритании (Сульфапиридин) и СССР (Сульфидин).

## История
Первый в СССР сульфаниламидный препарат, созданный под руководством будущего академика И. Я. Постовского в 1937 году. Практически одновременно и независимо в Великобритании Лайонелом Уитби был синтезирован аналогичный по составу сульфапиридин.

## Противопоказания
Повышенная чувствительность к сульфаниламидам.

## Критика
Имел тяжёлые побочные эффекты.
Токсичен.
В настоящее время не применяется из-за устойчивости к нему бактерий.